# Olivia (prénom)
Pour les articles homonymes, voir Olivia.
Olivia est un prénom féminin, principalement fêté le 5 mars avec sainte Olive.

## Étymologie
Olivia vient du latin oliva, qui signifie « olivier » et « olive, fruit de l'olivier ».

## Variantes
Il a pour variantes Oliva, Olive et Olivette.

## Popularité du prénom
Au début de 2010, plus de 29 000 personnes étaient prénommées Olivia en France. C'est le 2 248e prénom le plus attribué au siècle dernier dans ce pays, et l'année où il a été attribué le plus est 2009, avec un nombre de 945 naissances.

## Personnes portant ce prénom
- Pour l'ensemble des articles sur les personnes portant ce prénom, consulter :
  - la liste des articles dont le titre commence par ce prénom
  - les listes produites par Wikidata : Liste des personnes de prénom « Olivia » — même liste en incluant les éventuels prénoms composés qui contiennent « Olivia ».

## Personnages de fiction et œuvres d'art
- Olivia Flaversham dans Basil, détective privé des studios Disney (1986)
- Olivia dans la série d'animation Orson et Olivia (1994)

## Chanson
Modèle:Isabelle AUBRET et Jean-Claude DROUOT en 1970 : Olivier Olivia
https://www.allformusic.fr/isabelle-aubret/olivier-olivia-single

## Sainte des églises chrétiennes
- Olive de Palerme, sainte Olive ou sainte Olivia (vers 448 - 463), sainte et martyre sicilienne.